# 一物二賣
一物二賣是民法上常被舉出用以說明債權平等原則、第三人侵害債權以及物權行為獨立性等法律概念的虛構案例。典型的一物二賣案例通常由下述事實構成：甲為A屋所有權人，與乙訂定A屋買賣契約後，於移轉登記A屋予乙前，另與丙訂定A屋買賣契約，隨即將A屋移轉登記予丙。
中華民國最高法院對這個問題的法律意見（83年台上字第3243號）是：「買賣契約僅有債之效力，不得以之對抗契約以外之第三人。因此在二重買賣之場合，出賣人如已將不動產之所有權移轉登記與後買受人，前買受人縱已占有不動產，後買受人仍得基於所有權請求前買受人返還所有物，前買受人即不得以其與出賣人間之買賣關係，對抗後買受人。」

## 相關法律問題
此時牽涉的法律問題有：
- 丙是否取得A屋所有權？

此問題牽涉到乙對甲之「請求移轉登記A屋予乙（債權一）」之債權是否優先於丙對甲之「請求移轉登記A屋予丙（債權二）」，亦即債務人與多數債權人之間，數債務是否因發生時間先後而有受償順序先後之問題。相對於物權優先性而言，債權具有平等性。換言之，雖然數債務發生於不同時期，惟各債權人均立於同一地位而無受償優先劣後之問題。因此在本案例中，固然債權一發生在先，惟基於債權平等性之原則，並不發生優先受償之效力。況且是時甲仍為A屋所有權人，本於其所有權自得任意處分A屋，甲丙間移轉A屋所有權係基於一有效之物權行為，故丙取得A屋所有權。
- 乙可否向甲主張債務不履行責任？

甲將A屋移轉登記予丙後，對乙基於買賣契約所生之債務（即將A屋移轉登記予乙）自將陷入債務不履行。而此債務不履行屬可歸責於債務人之嗣後給付不能，債權人乙可請求甲負履行利益之損害賠償責任。
- 乙可否向丙主張過失侵權行為？

此問題牽涉到所謂的「第三人侵害債權」。若欲丙成立過失侵權行為，則在本案例中最重要的問題即為：債權是否為過失侵權行為構成要件中之權利？這涉及了各國立法例對於侵權責任以及契約責任的調配。在較偏重契約責任的國家（例如德國），侵權行為中的權利通常限縮於絕對權（例如所有權、人格權等），而債權為相對權，自不在解釋之列。相對而言，法國民法規定侵權行為之保護客體不受任何限制，只要有損害即可。而日本民法則採取了折衷的路線，以權利（包括絕對權與相對權）作為侵權行為之保護客體。在台灣施行的中華民國民法，因為是繼受德國民法，多數學者認為應與德國民法作同一之解釋（學界尚有不同主張），侵害相對權之行為（所生之純粹經濟上損失）應以故意侵權行為處理；中華民國最高法院的意見（31年上字891號判例）也是如此。

## 參照
- 契約
- 侵權行為
- 債權
- 債權行為
- 物權
- 物權行為